# بطمون شرق قزوين
بطمون شرق قزوين (الاسم العلمي:Potamon transcaspicum) هو نوع من قشريات يتبع جنس البطمون من فصيلة البطمونات.